# Mamamoo
Ne doit pas être confondu avec Sonamoo.
Mamamoo (coréen: 마마무) est un girl group sud-coréen formé sous Rainbow Bridge World (RBW). Elles débutent officiellement le 18 juin 2014, avec la chanson Mr. Ambiguous. Leurs débuts ont été considérés comme l'un des meilleurs de l'année 2014 en K-pop,. Les membres sont : Hwasa, Solar, Moonbyul et Wheein.

## Carrière

### Pré-débuts
Le groupe Mamamoo a eu des débuts difficiles car les membres ne correspondaient pas aux standards de l'industrie musicale de kpop. Solar expliqua : « C'était difficile avant nos débuts. Comme nous n'étions pas parfaits visuellement, beaucoup de gens disaient : « Ces filles ne vont pas y arriver » et « Vous devez faire des performances parfaites ou vous serez fichus » […] Avant nos débuts, notre PDG nous a fait connaître des relations extérieures. Elles ont toutes dit : « Elles vont faire un flop parce qu'elles sont petites et ne ressemblent pas à des idoles. » […] (lorsque nous étions stagiaires) les gens regardaient Hwasa et disaient : « Elle va causer beaucoup de problèmes plus tard. » […] Il y a eu beaucoup de pression extérieure lors de la sélection des membres […] Nous n'avions pas beaucoup d'activités au début, mais bien que nous ayons rencontré beaucoup de gens pendant les activités que nous avions, nous étions méprisées. Cela nous mettait en colère. Nous voulions leur prouver qu'ils avaient tort. Je pense que c'est ce qui nous a rendues plus fortes à la fin ».
Ainsi, avant des débuts officiels, Mamamoo a collaboré avec plusieurs artistes. Leur première collaboration intitulée Don't Be Happy avec le rappeur Bumkey est sortie le 8 janvier 2014. Une seconde collaboration avec K.Will nommée Peppermint Chocolate avec Wheesung est sortie le 11 février 2014,. Peppermint Chocolate atteint la 11e place sur le Gaon Digital Chart dès sa première semaine,. Le 30 mai, Mamamoo a sorti une troisième collaboration avec le duo de rappeurs The Geeks appelée Hi Hi Ha He Ho.

### 2014: Débuts,Mr. AmbiguousetPiano Man
Le groupe a fait ses débuts officiels le 18 juin avec le single Mr. Ambiguous, tiré de leur premier mini-album Hello. Le clip de Mr. Ambiguous contient des caméos de figures populaires de la K-pop comme Jonghyun du groupe CNBLUE, Baek Ji-young, Wheesung, Jung Joon-young, Bumkey et Rhymer de Brand New Music. L'album contient les trois collaborations faites précédemment et quatre nouvelles chansons.
Le groupe a fait sa première apparition live au cours de l'épisode du 19 juin du M! Countdown. Le 27 juin, Mamamoo a interprété Peppermint Chocolate avec K.Will et Ravi du groupe VIXX pour le « Half-Year Special » du Music Bank. Le 5 juillet, le groupe a tenu un concert-guerilla à l'université Hongik à Hongdae dans Séoul. En juillet, Mamamoo a sorti sa première contribution pour un OST appelé Love Lane pour le drama Marriage, Not Dating.
Le 21 novembre, Mamamoo a sorti son deuxième mini-album, Piano Man, avec une chanson éponyme. Celle-ci a atteint la 41e place du Gaon Digital Chart. À la fin de 2014, Mamamoo était parmi les dix plus hautes idoles féminines en termes de ventes digitales, 19e en ventes d'album et 11e pour les ventes générales selon les classements de fin d'année du Gaon.
Lors de l'épisode du 10 janvier du show de compétition de chant Immortal Songs 2, Mamamoo a interprété une réédition de Wait a Minute de Joo Hyun Mi, accédant au round final avant de perdre contre Kim Kyung Ho.

### 2015:Pink Funkyet gain de popularité
Le 2 avril 2015, Mamamoo sort Ahh Oop!, le premier single de son troisième mini-album nommé Pink Funky. Ahh Oop! marque la seconde collaboration du groupe avec la chanteuse eSNa, avec qui elles ont participé pour Gentleman sur leur deuxième mini-album Piano Man.
Le 13 juin, le groupe est allé à Ulaanbaatar en Mongolie pour se produire lors d'un événement sponsorisé par l’ambassade sud-coréenne avec Crayon Pop et K-Much. L'événement était un concert commémoratif tenu en l'honneur du 25e anniversaire des liens diplomatiques entre la Corée du Sud et la Mongolie.
Le 19 juin, Mamamoo sort son troisième mini-album, Pink Funky, et le single titre Um Oh Ah Yeh. La chanson est un succès commercial, atteignant la 3e place du Gaon Music Chart. La chanson sera leur premier single du top 3. Le 23 août, après avoir fini la promotion du mini-album, Mamamoo a tenu son premier fan-meeting, appelé « 1st Moo Party », pour un total de 1 200 fans à l'Olympic Park à Séoul. Les tickets pour le fan-meeting se sont vendus en une minute, le groupe a donc ajouté un meeting supplémentaire pour 1 200 fans le même soir,. Elles ont aussi tenu une autre « Moo Party » à Los Angeles, qui a eu lieu le 4 octobre. C'était leur premier voyage aux États-Unis. Mamamoo a également collaboré et interprété avec Basick au cours de la quatrième saison de l'émission de rap Show Me the Money.
Le 29 août, Mamamoo revient sur le plateau d'Immortal Song 2 avec une reprise de Delilah de Jo Young Nam. Le 31 octobre, encore sur Immortal Song 2, elles chantent une reprise de Backwood's Mountain (두메산골) de Bae Ho. Cette performance leur a valu leur première victoire à Immortal Song avec 404 points.

### 2016:MeltingetMemory
Le 26 janvier 2016, Mamamoo pré-sort une ballade R&B appelée I Miss You, tirée de son premier album Melting. Durant les 24 heures suivant la sortie, le single a reçu une grande reconnaissance de la part des classements musicaux coréens. Le 12 février, une nouvelle chanson, 1 cm/Taller than You est pré-sortie accompagnée d'un clip. L'album complet sort le 26 février, débutant numéro 3 du Gaon Music Chart. La chanson You're the Best (넌 is 뮌들) a également débuté numéro 3 pour finalement atteindre la première place la semaine suivante, devenant leur premier single numéro 1,,,.
Le 6 mars, elles ont reçu leur première victoire d'une émission musicale avec You're the Best sur Inkigayo, suivi de victoires au Music Bank, au M! Countdown et d'autres émissions musicales.

### 2017:Purple
Le 22 juin 2017, Mamamoo sort son nouveau mini album intitulé Purple. Deux versions de l’album sont disponibles dans le commerce : Purple version et Mint version. La chanson titre de l'album, Yes I am, connait rapidement un succès phénoménal et gagne de nombreux prix notamment au M!Countdown. Les membres de Mamamoo ont fortement aidé à la création de cet album. Elles ont participé pour l'écriture de nombreuses paroles comme dans Yes I am qui est écrit par Solar, Moonbyul, Hwasa et la parolière Kim Do-hoon ou encore Aze Gag écrit par Moonbyul et Hwasa.
Dans la chanson titre de l'album, Yes I am, elles évoquent le fait qu'elles ne sont pas aux « normes » des standards coréens, Solar met en avant le fait qu'elle n'a pas un visage fin, Hwasa y évoque sa couleur de peau jugée trop foncée, Wheein parle des critiques vis à vis de ses hanches qui ont été dites « trop larges » et Moonbyul parle du fait que beaucoup de haters la jugent « trop masculine ».

### 2018:Yellow Flower,Red Moon,BLUE;SetWhite Wind
Le 4 janvier 2018, Mamamoo sort le single Paint Me qui figurera sur leur prochain album,.
Mamamoo publie son sixième EP, Yellow Flower le 7 mars avec le clip vidéo du titre principal Starry Night,.
Le 11 juillet, Mamamoo annonce son troisième concert solo intitulé 2018 Mamamoo Concert 4 Seasons S/S qui se tiendra les 18 et 19 août à Séoul pour 5 000 personnes. Les places pour le concert se sont vendues en moins de deux minutes.
Mamamoo sort son septième EP, Red Moon, le 16 juillet, avec Egotistic comme titre promotionnel,.
Le 23 juillet, il est annoncé que le groupe débutera au Japon avec la version japonaise de leur chanson Décalcomanie. Le single paru le 3 octobre sous le label Victor Entertainment,.
Le 29 novembre, leur huitième mini-album Blue;s, avec la chanson principale Wind Flower, est publié,.
Enfin, le 14 mars 2019, leur neuvième EP White Wind, accompagné de son titre principal Gogobebe sort, mettant ainsi fin à leur projet de « 4 saisons, 4 albums ».

### 2019:Reality in Black

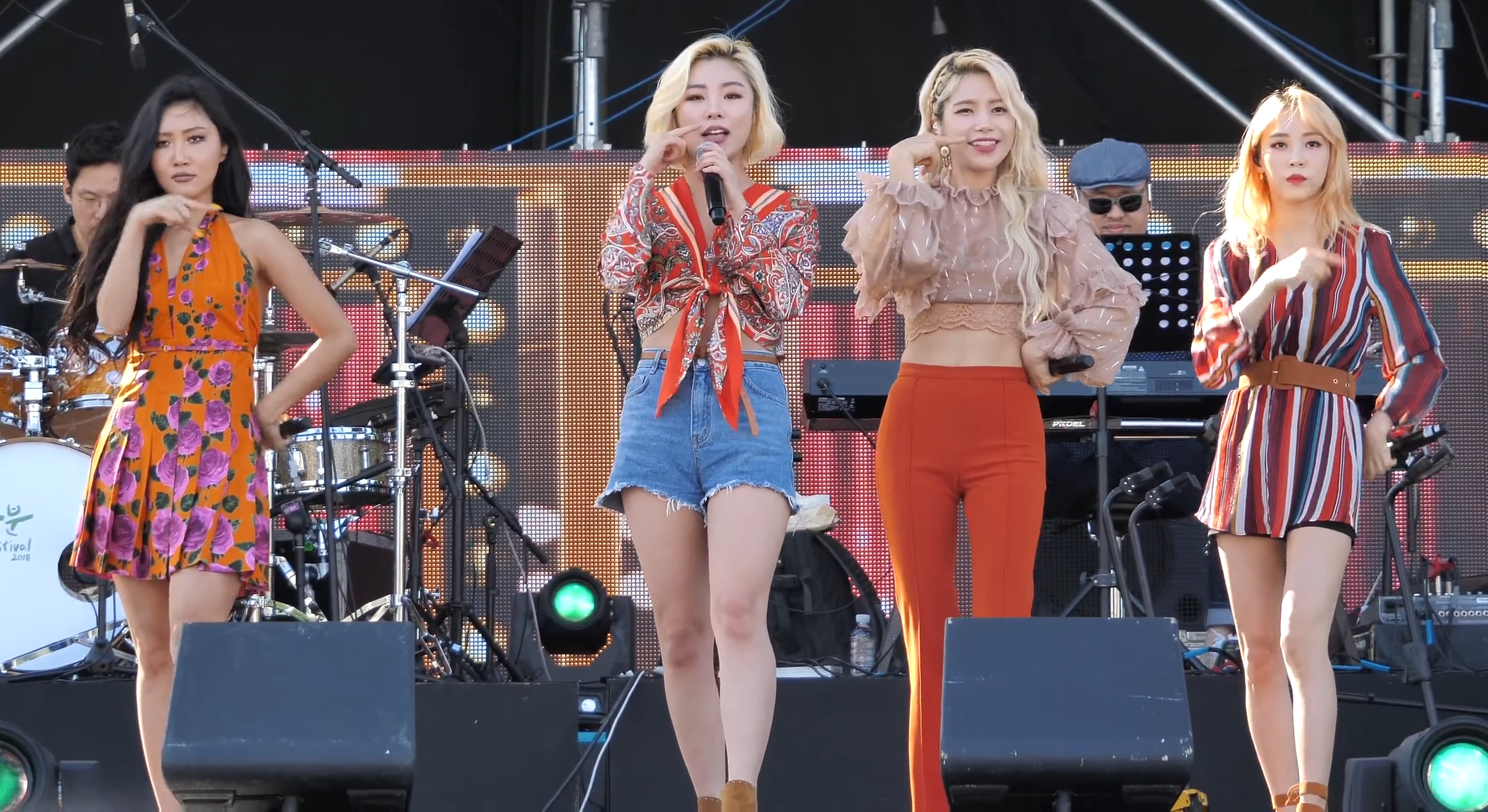
Mamamoo - 2019 Holgabun Festival

Le 14 novembre 2019, Mamamoo revient avec une nouvelle chanson intitulée Hip, qui est le titre principal de son nouvel album, Reality in Black. Cet album est le second album du groupe après Melting, sorti en 2016.
Reality in Black contient onze titres, dont Destiny, single digital que Mamamoo joue pour la première fois durant la finale de la nouvelle émission télévisée de compétition sud-coréenne, connu sous le nom de Queendom, crée par la chaîne Mnet K-Pop. Le groupe remporte la première place et gagne la compétition.
Le nouvel album connaît le succès, figurant en tête des classements iTunes dans 18 pays différents. Le groupe remporte aussi plusieurs prix sur émissions musicales sud-coréennes témoignant de la réception positive du public local,.

### 2020:Travelet les albums solo
Pour l'année 2020, le PDG de la Rainbow Bridge World avait annoncé que les quatre membres de Mamamoo allaient se mettre en avant à travers des albums et singles solo : EP solo nommé Eclipse par Moonbyul, le single solo Spit It Out de Solar, l'EP digital Soar de Wheein et l'EP solo nommé María (EP) de Hwasa. Elles ont toutes quatre rencontré un grand succès à travers leurs travaux solo, notamment Hwasa qui a reçu un grand nombre de récompenses et de critiques positives à la suite de la publication de son EP solo Maria.
Travel est le 10e EP de Mamamoo, il est celui qui a pour le moment connu le plus de succès commercial depuis le début de leur carrière car il a été vendu à plus de 100 000 exemplaires en un seul jour. Cet album sorti le 3 novembre 2020 est apparu avec deux titres principaux Dingga et Aya.

### 2021:WAW, EPsoloWheein et I Say Mamamoo: The Best
Pour l'année 2021, le label Rainbow Bridge World nous a annoncé le 1er mini album de la chanteuse et danseuse principale de Mamamoo, Wheein, pour avril 2021, celui ci fut nommé Redd et est sorti avec le titre Water Color.
Pour juin 2021, Mamamoo a annoncé leur comeback WAW, leur onzième mini-album accompagné de quatre pistes et de la chanson principale Where Are We Now, célébrant ainsi leurs sept ans de carrière. Ce comeback a d'ailleurs été accompagné d'un concert en ligne et d'un documentaire sur leurs sept ans de carrière qui sortira plus tard dans l'année 2022
En août 2021, le label Rainbow Bridge World annonce qu'une compilation des sept ans de carrière de Mamamoo sortira pour le 15 septembre 2021, cet album nommé I SAY MAMAMOO : THE BEST, sortira avec 2 nouvelles chansons.

### 2022: Sub-Unit avec Solar et Moonbyul, Mic On
Le 30 août 2022, Solar et de Moonbyul débutent avec le single Better (en featuring avec Big Naughty) dans une sous unité appelée MAMAMOO+.
Mamamoo fait son retour le 11 octobre avec un mini album intitulé Mic On.

### Discographie diversifiée
Tout au long de sa carrière, le groupe a proposé des chansons avec différents concepts et styles. Un style musical rétro « Dingga » avec du jazz pour Décalcomanie et Piano Man. Puis du R&B alternatif Diamond ou à la bossa nova Words Don't Come Easy. En plus du funk dance Ahh Oop, et de la pop latine Egotistic, parfois avec des notes orientales comme dans Aya. Elles font également des ballades comme I Miss You et des bandes musicales originales de dramas comme Dr. Romantic 2 (I Miss You), Suits (You in my dream), Goblin (Love) et Strong Woman Do Bong Soon (Double Trouble Couple).

### Compositions
Le groupe participe à la création de ses chansons et performances.
Moonbyul est notamment l'idole féminine de 3e génération (groupes créés entre 2012 et 2018) avec le plus grand nombre de compositions, soit la 4e de toutes les idoles compositrices. Solar, Wheein et Hwasa ont également composé de nombreuses chansons. Moonbyul est aussi la chorégraphe de quelques-unes de leurs dances.

## Membres
| Nom de scène | Nom de scène | Nom de naissance | Nom de naissance | Date de naissance | Nationalité  | Position                                                                    |
| Romanisé     | Coréen       | Romanisé         | Hangeul          | Date de naissance | Nationalité  | Position                                                                    |
| ------------ | ------------ | ---------------- | ---------------- | ----------------- | ------------ | --------------------------------------------------------------------------- |
| Solar        | 솔라         | Kim Yong-sun     | 김용선           | 21 février 1991   | Sud-coréenne | Leader, chanteuse, danseuse, unnie (la plus âgée), auteure-compositrice     |
| Moonbyul     | 문별         | Moon Byul        | 문별이           | 22 décembre 1992  | Sud-coréenne | Rappeuse, chanteuse , danseuse, chorégraphe, auteure-compositrice           |
| Wheein       | 휘인         | Jung Whee-in     | 정휘인           | 17 avril 1995     | Sud-coréenne | Chanteuse, danseuse, auteure-compositrice                                   |
| Hwasa        | 화사         | Ahn Hye-jin      | 안혜진           | 23 juillet 1995   | Sud-coréenne | Chanteuse, rappeuse, danseuse, auteure-compositrice, maknae (la plus jeune) |

## Distinctions

### Gaon Chart K-Pop Awards
| Année | Catégorie              | Travail nommé | Résultat |
| ----- | ---------------------- | ------------- | -------- |
| 2014  | New Artist of the Year | Mamamoo       | Lauréat  |

### Seoul Success Awards
| Année | Catégorie          | Travail nommé | Résultat |
| ----- | ------------------ | ------------- | -------- |
| 2014  | Rookie of the Year | Mamamoo       | Lauréat  |

### Gaon Chart Kpop Awards
| Année | Catégorie        | Travail nommé | Résultat |
| ----- | ---------------- | ------------- | -------- |
| 2015  | Idol of the Year | Mamamoo       | Lauréat  |

### Asia Artist Awards
| Année | Catégorie              | Travail nommé   | Résultat |
| ----- | ---------------------- | --------------- | -------- |
| 2016  | Best Entertainer Award | You’re the Best | Lauréat  |

### Gaon chart Kpop Awards
| Année | Catégorie                   | Travail nommé   | Résultat |
| ----- | --------------------------- | --------------- | -------- |
| 2016  | Song Of the Month (février) | You’re the Best | Lauréat  |

### Mel0n Music Awards
| Année | Catégorie     | Travail nommé | Résultat |
| ----- | ------------- | ------------- | -------- |
| 2016  | Top 10 Artist | Is뭔들        | Lauréat  |

### Cublic Média
| Année | Catégorie                 | Travail nommé | Résultat |
| ----- | ------------------------- | ------------- | -------- |
| 2016  | SNS communication Daesang | Is뭔들        | Lauréat  |

### DongA
| Année | Catégorie   | Travail nommé | Résultat |
| ----- | ----------- | ------------- | -------- |
| 2016  | Trendy Word | Is뭔들        | Lauréat  |

### Asia Artists Awards
| Année | Catégorie       | Travail nommé | Résultat |
| ----- | --------------- | ------------- | -------- |
| 2017  | Best Icon Award | Mamamoo       | Lauréat  |

### Soribada Best K-Music Awards
| Année | Catégorie     | Travail nommé | Résultat |
| ----- | ------------- | ------------- | -------- |
| 2017  | Bonsang Award | Mamamoo       | Lauréat  |

### Séoul Music Awards
| Année | Catégorie     | Travail nommé   | Résultat |
| ----- | ------------- | --------------- | -------- |
| 2017  | Bonsang Award | You’re the best | Lauréat  |

### Golden Disk Awards
| Année | Catégorie     | Travail nommé   | Résultat |
| ----- | ------------- | --------------- | -------- |
| 2017  | Bonsang Award | You’re the best | Lauréat  |

### 27th Séoul Music Awards
| Année | Catégorie                                               | Travail nommé | Résultat |
| ----- | ------------------------------------------------------- | ------------- | -------- |
| 2018  | TikTok Award : Meilleure performance de danse féminine. | Mamamoo       | Lauréat  |

### Soribada Best K-music Awards
| Année | Catégorie                                             | Travail nommé | Résultat |
| ----- | ----------------------------------------------------- | ------------- | -------- |
| 2018  | Best artist of the year (Bonsang) et popularity award | Mamamoo       | Lauréat  |

### Asia Artists Awards
| Année | Catégorie          | Travail nommé | Résultat |
| ----- | ------------------ | ------------- | -------- |
| 2018  | Best music         | Mamamoo       | Lauréat  |
| 2018  | Artist Of the year | Mamamoo       | Lauréat  |

### Mel0n Music Awards
| Année | Catégorie    | Travail nommé | Résultat |
| ----- | ------------ | ------------- | -------- |
| 2018  | top 10 Award | Mamamoo       | Lauréat  |

### Mnet Asian Music Awards (MAMA) 2018
| Année | Catégorie                      | Travail nommé | Résultat |
| ----- | ------------------------------ | ------------- | -------- |
| 2018  | top 10 World wide fans’ choice | Mamamoo       | Lauréat  |
| 2018  | Best Vocal Artist              | Mamamoo       | Lauréat  |

### Korea Popular Music Awards 2018
| Année | Catégorie                | Travail nommé | Résultat |
| ----- | ------------------------ | ------------- | -------- |
| 2018  | Bonsang (Prix Principal) | Mamamoo       | Lauréat  |

### 33rd Golden disc Awards
| Année | Catégorie                  | Travail nommé | Résultat |
| ----- | -------------------------- | ------------- | -------- |
| 2019  | Bonsang (chanson digitale) | Starry Night  | Lauréat  |

### M2 X Genie Music Awards 2019
| Année | Catégorie         | Travail nommé | Résultat |
| ----- | ----------------- | ------------- | -------- |
| 2019  | Best Vocal Artist | Mamamoo       | Lauréat  |

### Soribada Best K-Music Awards 2019
| Année | Catégorie                    | Travail nommé | Résultat |
| ----- | ---------------------------- | ------------- | -------- |
| 2019  | Live Performance of the year | Mamamoo       | Lauréat  |
| 2019  | Bonsang                      | Mamamoo       | Lauréat  |

### V Heartbeat 2019
| Année | Catégorie                 | Travail nommé | Résultat |
| ----- | ------------------------- | ------------- | -------- |
| 2019  | V Live Global Partnership | Mamamoo       | Lauréat  |

### Melon Music Awards 2019
| Année | Catégorie     | Travail nommé | Résultat |
| ----- | ------------- | ------------- | -------- |
| 2019  | Top 10 Artist | Mamamoo       | Lauréat  |

### 34th golden disc Awards
| Année | Catégorie  | Travail nommé | Résultat |
| ----- | ---------- | ------------- | -------- |
| 2020  | Best Group | Mamamoo       | Lauréat  |

### 29th Séoul Musics Awards
| Année | Catégorie | Travail nommé | Résultat |
| ----- | --------- | ------------- | -------- |
| 2020  | Bonsang   | Mamamoo       | Lauréat  |

### The fact Music Awards
| Année | Catégorie          | Travail nommé | Résultat |
| ----- | ------------------ | ------------- | -------- |
| 2020  | Artist of the year | Mamamoo       | Lauréat  |

### Soribada Best K-Music Awards 2020
| Année | Catégorie | Travail nommé | Résultat |
| ----- | --------- | ------------- | -------- |
| 2020  | Bonsang   | Mamamoo       | Lauréat  |

### Asia Artists Awards
| Année | Catégorie   | Travail nommé | Résultat |
| ----- | ----------- | ------------- | -------- |
| 2020  | Best Artist | Mamamoo       | Lauréat  |

### Mnet Asian Music Awards
| Année | Catégorie                      | Travail nommé | Résultat |
| ----- | ------------------------------ | ------------- | -------- |
| 2020  | Best Vocal Group performance   | HIP           | Lauréat  |
| 2020  | Top 10 World wide fans’ choice | Mamamoo       | Lauréat  |

### 35th Golden disc Awards
| Année | Catégorie                     | Travail nommé | Résultat |
| ----- | ----------------------------- | ------------- | -------- |
| 2021  | Digital Song Division Bonsang | Mamamoo       | Lauréat  |

## Clips Vidéos
Mamamoo a tourné 66 MV (ou clip vidéo) depuis 2014 (solo compris).
| Année | Titre                                                                          | Réalisateur                                              | Réf. |
| ----- | ------------------------------------------------------------------------------ | -------------------------------------------------------- | ---- |
| 2014  | Don't Be Happy (avec Bumkey)                                                   | Min Oh                                                   |      |
| 2014  | Peppermint Chocolate (avec K.Will et Wheesung)                                 | Min Oh                                                   |      |
| 2014  | Mr. Ambiguous                                                                  | Min Oh                                                   |      |
| 2014  | Piano Man                                                                      | Metaoloz                                                 |      |
| 2015  | Ahh Oop! (avec Esna)                                                           | Digipedi                                                 |      |
| 2015  | Um Oh Ah Yeh                                                                   | Purple Straw Film                                        |      |
| 2015  | Stand Up (avec Basick)                                                         | NC                                                       | NC   |
| 2015  | Girl Crush                                                                     | NC                                                       | NC   |
| 2015  | Lived Like a Fool (Solar's Emotion Part.1)                                     | NC                                                       | NC   |
| 2015  | I Miss You So Much (Solar's Emotion Part.2)                                    | NC                                                       | NC   |
| 2016  | Taller Than You                                                                | Vegetarian Pitbull                                       |      |
| 2016  | You're the Best                                                                | Purple Straw Film                                        |      |
| 2016  | Recipe                                                                         | NC                                                       | NC   |
| 2016  | My Hometown                                                                    | NC                                                       | NC   |
| 2016  | Woo Hoo                                                                        | Purple Straw Film                                        |      |
| 2016  | In My Dream (Solar's Emotion Part.3)                                           | NC                                                       | NC   |
| 2016  | Dab Dab (Moonbyul and Hwasa)                                                   | Hong Won Ki (Zanybros)                                   | NC   |
| 2016  | Angel (Solar and Wheein)                                                       | Hong Won Ki (Zanybros)                                   | NC   |
| 2016  | New York                                                                       | Hong Won Ki (Zanybros)                                   | NC   |
| 2016  | I Love Too                                                                     | Hong Won Ki (Zanybros)                                   | NC   |
| 2016  | Décalcomanie                                                                   | Hong Won Ki (Zanybros)                                   |      |
| 2016  | Memory                                                                         | NC                                                       | NC   |
| 2017  | Happy People (Solar's Emotion Part.4)                                          | Na Youngmi, Kang Sooyoung, Choi Yeseul, Park Kyuha (RBW) |      |
| 2017  | Aze Gag                                                                        | Hong Won Ki (Zanybros)                                   |      |
| 2017  | Yes I Am                                                                       | Hong Won Ki (Zanybros)                                   |      |
| 2017  | Alone People (Solar's Emotion Part.5)                                          | Kang Sooyoung, Choi Yeseul (RBW)                         |      |
| 2017  | Autumn Letter (Solar's Emotion Part.5)                                         | Kang Sooyoung, Choi Yeseul (RBW)                         |      |
| 2018  | Paint me                                                                       | Hong Won Ki (Zanybros)                                   |      |
| 2018  | Star Wind Flower Sun                                                           | Hong Won Ki (Zanybros)                                   |      |
| 2018  | Starry Night                                                                   | Hong Won Ki (Zanybros)                                   |      |
| 2018  | Be Calm (solo de Hwasa)                                                        | Park Woo Sang (RBW)                                      |      |
| 2018  | Everyday                                                                       | Hor Jaewon, Kim Jiyoung (RBW)                            |      |
| 2018  | Easy (solo de Wheein) (Feat. Sik-K)                                            | Hong Won Ki (Zanybros)                                   |      |
| 2018  | Where the Wind Rises (Solar's Emotion Part.6)                                  | Kang Sooyoung, Choi Yeseul, Choi Heechan (RBW)           |      |
| 2018  | Nada Sou Sou (Solar's Emotion Part.6)                                          | Lim Sukjin (Zanybros)                                    |      |
| 2018  | It's been a long time (Solar's Emotion Part.6)                                 | Kang Sooyoung, Choi Yeseul, Choi Heechan (RBW)           |      |
| 2018  | Selfish (solo de Moonbyul) (Feat. Seulgi de Red Velvet)                        | Hong Won Ki (Zanybros)                                   |      |
| 2018  | In My Room (solo de Moonbyul)                                                  | Park Woo Sang (RBW)                                      |      |
| 2018  | Sky Sky                                                                        | Hor Jaewon, Kim Jiyoung (RBW)                            |      |
| 2018  | Egotistic                                                                      | Hong Won Ki (Zanybros)                                   |      |
| 2018  | Wind Flower                                                                    | Hong Won Ki (Zanybros)                                   |      |
| 2019  | Twit ( 멍청이) (solo de Hwasa)                                                 | Park Woo Sang (RBW)                                      |      |
| 2019  | Gogobebe (고고베베)                                                            | Hong Won Ki, Park Seong Won (Zanybros)                   |      |
| 2019  | 25 (solo de Wheein)                                                            | Hong Won Ki, Hor Jin Hyung (Zanybros)                    |      |
| 2019  | Gleam (다 빛이나)                                                              | Kim Sung Joo                                             |      |
| 2019  | Good Bye (헤어지자) (Soar de Wheein)                                           | Hong Won Ki (Zanybros)                                   |      |
| 2019  | Hip                                                                            | Bae Myeong Hyun, Hong Won Ki (Zanybros)                  |      |
| 2019  | Snow (눈) (solo Moonbyul)                                                      | Park Woo Sang (RBW)                                      |      |
| 2020  | A Song From the Past (이 노랜 꽤 오래된 거야) (solo Solar) (Feat. (Kassy (en)) | NC                                                       |      |
| 2020  | Weird Day ('낯선 날) (Dark Side of the Moon de Moonbyul) (Feat. Punch)         | NC                                                       |      |
| 2020  | Eclipse (달이 태양을 가릴 때) (Dark Side of the Moon de Moonbyul)              | Hong Won Ki, Park Sang Won (Zanybros)                    |      |
| 2020  | Spit it out (뱉어) (solo de Solar)                                             | Hong Won Ki (Zanybros)                                   |      |
| 2020  | Absence (부재) (門oon : REPACKAGE de Moonbyul)                                 | NC                                                       |      |
| 2020  | María (마리아) (María de Hwasa)                                                | Beom Jin                                                 |      |
| 2020  | LMM (María de Hwasa)                                                           | Hobin, Lee Seokjun (Hobin Film)                          |      |
| 2020  | Iljido (Dark Side of the Moon/門oon : Repackage de Moonbyul)                   | NC                                                       |      |
| 2020  | Wanna Be Myself                                                                | Hong Won Ki, Lee Haejin (Zanybros)                       |      |
| 2020  | Dingga                                                                         | Hong Won Ki, Lee Haejin (Zanybros)                       |      |
| 2020  | Aya                                                                            | Hong Won Ki, Lee Haejin (Zanybros)                       |      |
| 2020  | A Miracle 3 Days Ago (Solo Moonbyul)                                           |                                                          |      |
| 2021  | Dingga (Japanese Version)                                                      | Hong Won Ki, Lee Haejin (Zanybros)                       |      |
| 2021  | Aya (Japanese Version)                                                         | Hong Won Ki, Lee Haejin (Zanybros)                       |      |
| 2021  | Water Color (solo Wheein)                                                      | Hong Won Ki, Lee Haejin (Zanybros)                       |      |
| 2021  | Where Are We Now                                                               | Hong Won Ki, Lee Haejin (Zanybros)                       |      |
| 2021  | Mumumumuch                                                                     | Hong Won Ki, Lee Haejin (Zanybros)                       |      |
| 2021  | I'm a 빛 (Guilty pleasure de Hwasa)                                            |                                                          |      |
| 2021  | FOMO (Guilty pleasure de Hwasa)                                                |                                                          |      |
| 2021  | G999 (6equence de Moonbyul) (Feat. Mirani)                                     |                                                          |      |
| 2021  | Shutdown (6equence de Moonbyul) (Feat. Seori)                                  |                                                          |      |
| 2022  | LUNATIC (6equence de Moonbyul)                                                 |                                                          |      |
| 2022  | Make me happy (WHEE de Wheein )                                                |                                                          |      |
| 2022  | HONEY (容 : FACE de Solar )                                                    |                                                          |      |
| 2022  | C.I.T.T ( Cheese in the Trap de Moonbyul)                                      |                                                          |      |

- Apparitions MVs

Stand Up - Basick (ft. Mamamoo) (2015)
Hop in - Uhm Jung-hwa (ft. DPR LIVE, Hwasa) (2020)
Hula Hoops - DPR LIVE (ft. BEENZINO,Hwasa) (2021)

## Discographie

### Albums studio
- 2016 : Melting
- 2019 : Reality in Black
- 2021 : I Say Mamamoo : The Best

### Mini-albums (EPs)
- 2014 : Hello
- 2014 : Piano Man
- 2015 : Pink Funky
- 2016 : Memory
- 2017 : Purple
- 2018 : Yellow Flower
- 2018 : Red Moon
- 2018 : Blue;s
- 2019 : White Wind
- 2020 : Travel
- 2021 : WAW
- 2022 : Mic On

### Singles spéciaux
- 2013 : Don't Be Happy (Pré-début - w/ Bumkey)
- 2014 : Peppermint Chocolate
- 2014 : Heeheehaheho
- 2015 : Ahh Oop! (w/ eSNa)
- 2016 : I Miss You
- 2016 : Taller Than You
- 2016 : Woo Hoo
- 2016 : Angel, DAB DAB
- 2016 : New York
- 2018 : Paint Me
- 2018 : Rainy Season
- 2019 : Gleam
- 2020 : Wanna be Myself

### Album Japonais
- 2019 : 4seasons
- 2021 : Travel (Japanese version)

### Ost
- 2014 : My Lovely Girl (Original Television Soundtrack), Pt. 1
- 2015 : My Everything (Spy OST)
- 2015 : Innisia Nest OST
- 2017 : Strong Women Do Bong Soon, Pt 5 (Original Television Soundtrack)

## Filmographie

### Émissions télévisées
| Année | Chaîne | Émission                           | Ref.                                     |
| ----- | ------ | ---------------------------------- | ---------------------------------------- |
| 2014  | KBS    | You Hee-yeol's Sketchbook          | Épisode 238                              |
| 2015  | JTBC   | Two Yoo Project Sugar Man Season 1 | Épisode 6                                |
| 2015  | KBS    | You Hee-yeol's Sketchbook          | Épisode 267, 281                         |
| 2015  | KBS    | Immortal Songs: Singing the Legend | Épisode 181, 186, 188, 193, 214, 223-224 |
| 2016  | JTBC   | Two Yoo Project Sugar Man Season 1 | Épisode 30                               |
| 2016  | KBS    | You Hee-yeol's Sketchbook          | Épisode 309, 333, 341                    |
| 2017  | KBS    | You Hee-yeol's Sketchbook          | Épisode 370                              |
| 2017  | SBS    | Fantastic Duo Season 2             | Épisode 15                               |
| 2017  | KBS    | Immortal Songs: Singing the Legend | Épisode 308, 333                         |
| 2018  | KBS’   | Immortal Songs: Singing the Legend | Épisode 350                              |
| 2018  | JTBC   | Two Yoo Project Sugar Man Season 2 | Épisode 7                                |
| 2018  | KBS    | You Hee-yeol's Sketchbook          | Épisode 389, 402                         |
| 2019  | KBS    | You Hee-yeol's Sketchbook          | Épisode 425, 430, 433-435, 444, 459, 468 |
| 2018  | KBS    | Immortal Songs: Singing the Legend | Épisode 424                              |
| 2018  | tvN    | I Can See Your Voice Season 5      | Épisode 7                                |
| 2018  | MBC    | I Live Alone                       | Épisode 247                              |
| 2019  | tvN    | A Battle of One Voice: 300         | Épisode 4                                |
| 2019  | KBS2   | Problem Child in House             | Épisode 20                               |
| 2019  | JTBC   | Knowing Bros                       | Épisode 176                              |
| 2019  | tvN    | I Can See Your Voice Season 6      | Épisode 9                                |
| 2020  | KBS    | You Hee-yeol's Sketchbook          | Épisode 516                              |
| 2019  | KBS2   | Idol on Quiz                       | Épisode 17                               |
| 2020  | KBS2   | Boss in the Mirror                 | Ep.81-85                                 |

### Télé-réalité
| Année | Chaîne      | Émission                   | Ref.        |
| ----- | ----------- | -------------------------- | ----------- |
| 2016  | MBC Every 1 | Mamamoo x GFriend Showtime | 8 épisodes  |
| 2018  | Olleh TV    | A Lucky Day                | 8 épisodes  |
| 2019  | Mnet        | Queendom                   | 10 épisodes |
| 2020  | U+Idol Live | MooMoo Trip                | 6 épisodes  |
| 2020  | KBS2        | Boss in the Mirror         | Ep.81-85    |

### Dramas
| Année | Chaîne | Émission  | Ref.                   |
| ----- | ------ | --------- | ---------------------- |
| 2016  | tvN    | Entourage | Themselves (épisode 1) |

## Concerts

### Tournées nationales et internationales
- 2016 Mamamoo Concert Moosical (2016)
- 2017 Mamamoo Concert Moosical: Curtain Call (2017)
- 2018 Mamamoo Concert 4Seasons S/S (2018)
- Mamamoo 1st Concert Tour in Japan (2018)
- 2019 Mamamoo Concert 4Seasons F/W (2019)
- Mamamoo 2nd Concert Tour in Japan: 4season Final (2019)
- Mamamoo 3rd Concert Tour in Japan (2020)
- Mamamoo on LIVENow : Online World Tour (2021)
- 2021 Mamamoo Online Concert : WAW (2021)
- Mamamoo my con : World Tour (2022/2023)